# Fédération de Libye de football
La Fédération de Libye de football (Libyan Football Federation (en) LFF) est une association regroupant les clubs de football de Libye et organisant les compétitions nationales et les matchs internationaux de la sélection de Libye.
La fédération nationale de Libye est fondée en 1962. Elle est affiliée à la FIFA depuis 1963 et est membre de la CAF depuis 1965.